# جوزيف كيسي
جوزيف كيسي (بالإنجليزية: Joseph Casey)‏ هو قاضي ومحامي وسياسي أمريكي، ولد في 17 ديسمبر 1814 في ماريلند في الولايات المتحدة، وتوفي في 10 فبراير 1879 في واشنطن العاصمة في الولايات المتحدة. نشط حزبياً في حزب اليمين. وقد انتخب عضو مجلس النواب الأمريكي.